# Terenodon serenus
Terenodon serenus är en svampart som beskrevs av Maas Geest. 1971. Terenodon serenus ingår i släktet Terenodon och familjen Gomphaceae.   Inga underarter finns listade i Catalogue of Life.